# Encarceramento infantil no Brasil

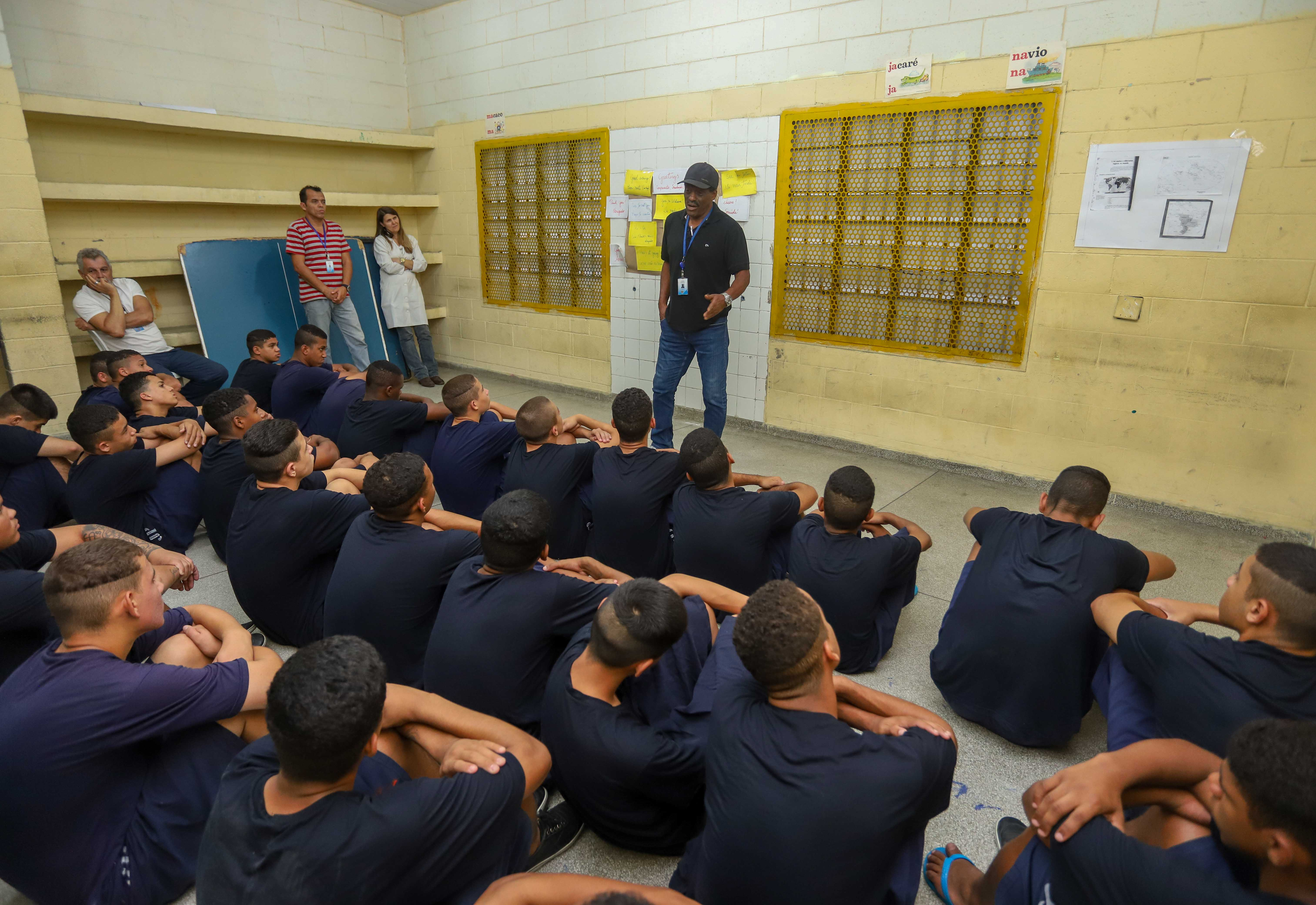
O ex-jogador, Zé Maria (Corinthians), ministra palestra de auto-ajuda para meninos da Fundação Casa.

O encarceramento infantil é uma questão complexa e alarmante no Brasil, refletindo falhas tanto nas políticas públicas de proteção quanto no sistema de justiça. Em um país onde a desigualdade social é uma realidade marcante, a criminalização precoce de crianças e adolescentes tem gerado consequências profundas para o desenvolvimento individual e coletivo. No contexto brasileiro, o encarceramento de menores, seja em unidades socioeducativas ou em instituições de privação de liberdade, traz à tona discussões sobre a violação de direitos humanos, a efetividade do sistema de justiça juvenil e a perpetuação de ciclos de violência.

## Histórico
O encarceramento infantil no Brasil tem raízes profundas que remontam ao período colonial, quando as crianças e adolescentes, especialmente os de classes sociais mais baixas e as populações negras e indígenas, eram marginalizados e criminalizados. Durante a colonização, as crianças eram muitas vezes tratadas como propriedade, sendo sujeitas a castigos e formas de punição severas. Com a expansão das cidades e o aumento da violência urbana, a marginalização de crianças em situação de vulnerabilidade social se intensificou.
No século XIX, com a consolidação do sistema penal no Brasil, o tratamento das crianças em conflito com a lei começou a ser regulamentado. No entanto, as políticas ainda eram voltadas para a punição, e as crianças em situação de vulnerabilidade social continuaram a ser tratadas como pequenas criminosas, sem um olhar voltado para a sua reintegração ou reabilitação. O primeiro código penal brasileiro, de 1830, embora não tratasse diretamente do encarceramento infantil, já estabelecia a punição de menores como uma prática institucionalizada.
Foi somente no final do século XIX e início do século XX que surgiram as primeiras instituições voltadas especificamente para menores infratores, ainda com uma abordagem punitiva. O conceito de "reformatório", presente em várias partes do mundo, foi adotado no Brasil, com a ideia de isolar o menor infrator da sociedade em instituições de internamento, com o objetivo de "corrigi-los" e "reformá-los". Contudo, esses espaços eram, na maioria das vezes, precários, com infraestrutura inadequada e métodos violentos.
Com a promulgação do Estatuto da Criança e do Adolescente (ECA) em 1990, o Brasil deu um passo importante na garantia dos direitos das crianças e adolescentes. O ECA determinou que crianças e jovens em conflito com a lei deveriam ser tratados de forma diferenciada, com foco em medidas socioeducativas e não em punições. A partir desse momento, o sistema penal juvenil passou a ser regido por uma lógica de reabilitação, em que a privação de liberdade seria vista como uma medida excepcional, a ser aplicada apenas quando todas as outras alternativas fossem consideradas insuficientes. Entretanto, a falta de infraestrutura, a superlotação das unidades de internação e a ausência de políticas públicas eficazes para a reintegração social dos adolescentes continuam a resultar em um ciclo de violência e reincidência.

## Panorama atual
O encarceramento infantil no Brasil é um reflexo de um sistema de justiça que, muitas vezes, não consegue oferecer alternativas adequadas de reintegração social e proteção para crianças e adolescentes em conflito com a lei. Segundo dados do Levantamento Nacional de Informações Penitenciárias (Infopen), o Brasil tem uma das maiores populações de jovens privados de liberdade no mundo, com mais de 30.000 adolescentes cumprindo medidas socioeducativas e em unidades de internação.
A legislação brasileira estabelece que os menores de 18 anos devem ser submetidos a um sistema de medidas socioeducativas, mas a realidade consiste em um sistema judiciário e de infraestrutura pública que carece de recursos e efetividade. Embora o ECA estabeleça alternativas como a liberdade assistida, a semiliberdade e a internação, a realidade é que muitos adolescentes são levados para unidades de internação em condições precárias, sem acompanhamento adequado ou programas de ressocialização eficientes.
A criminalização precoce, as desigualdades sociais e a falta de oportunidades educacionais contribuem diretamente para o encarceramento infantil no Brasil. A maioria dos jovens privados de liberdade vem de contextos de alta vulnerabilidade social, onde a pobreza, a violência familiar, o abandono e o acesso limitado à educação são fatores preponderantes. Além disso, a atuação das forças policiais, muitas vezes voltada para a criminalização da juventude periférica, agrava o quadro, resultando em uma superlotação do sistema socioeducativo. O encarceramento infantil também reflete as deficiências de políticas públicas que não conseguem oferecer alternativas de prevenção e reintegração para esses jovens. Ao invés de promover a reintegração à sociedade, muitos acabam sendo aprisionados em um círculo vicioso de criminalização, violência e reincidência.

## Estatísticas
| ANO  | TOTAL  |
| ---- | ------ |
| 1996 | 4.245  |
| 1999 | 8.579  |
| 2002 | 9.555  |
| 2004 | 13.489 |
| 2006 | 15.426 |
| 2007 | 16.535 |
| 2008 | 16.868 |
| 2009 | 16.940 |
| 2010 | 17.703 |
| 2011 | 19.595 |
| 2012 | 20.532 |
| 2013 | 23.066 |
| 2014 | 24.628 |
| 2015 | 26.868 |
| 2016 | 26.450 |

- Crescimento da População Carcerária Juvenil: Segundo o Infopen Juvenil (2019), mais de 26.000 adolescentes estavam internados em unidades socioeducativas no Brasil. Esse número reflete um aumento da população encarcerada infantil nos últimos anos, o que aponta para a falha do sistema em oferecer alternativas ao encarceramento.[12][13]
- Superlotação e Condições de Internação: Dados do Conselho Nacional de Justiça (CNJ) mostram que 53% das unidades de internação no Brasil estavam superlotadas em 2018. Isso indica que a infraestrutura inadequada é uma das principais causas de violência e abusos dentro dessas instituições, comprometendo a segurança e os direitos dos adolescentes.[14]
- Violência e Abusos nas Unidades de Internação: A Pastoral Carcerária e a Defensoria Pública da União apontam que uma em cada quatro denúncias relacionadas a adolescentes privados de liberdade envolvem violação de direitos, incluindo abusos físicos e psicológicos, além de abuso sexual. Além disso, o alto índice de suicídios e tentativas de suicídio nas unidades de internação reflete o grau de sofrimento psíquico desses jovens.[15]
- Abuso Sexual: Relatórios do Ministério Público indicam que adolescentes, principalmente meninas, são frequentemente vítimas de abuso sexual dentro das unidades de internação. Infelizmente, esses números são muitas vezes subnotificados, pois muitos jovens têm medo de denunciar devido à cultura de omissão e represálias dentro do sistema.[16]
- Gravidez e Maternidade no Sistema Prisional: De acordo com o Instituto de Pesquisa Econômica Aplicada (IPEA), cerca de 10% das mulheres encarceradas no Brasil são mães de crianças nascidas enquanto estavam cumprindo pena. Muitas dessas crianças nascem dentro das unidades prisionais, enfrentando as mesmas condições precárias de superlotação e falta de higiene que suas mães.
- Alternativas ao Encarceramento: A Secretaria Nacional de Direitos Humanos revela que apenas 22% dos adolescentes em conflito com a lei no Brasil são encaminhados para medidas socioeducativas alternativas, como liberdade assistida e prestação de serviços comunitários. A maior parte desses jovens acaba sendo encaminhada para unidades de internação, reforçando a necessidade de se adotar mais medidas preventivas e alternativas ao encarceramento.
- Taxa de Reincidência Juvenil: O Instituto de Pesquisa Econômica Aplicada (IPEA) aponta que aproximadamente 70% dos jovens que passaram pelo sistema socioeducativo voltam a cometer infrações após saírem das unidades de internação. Isso destaca a ineficácia do sistema atual em promover uma verdadeira reintegração social e reduzir os índices de criminalidade juvenil.[17]

## Consequências
O encarceramento infantil no Brasil não afeta apenas os jovens diretamente envolvidos, mas também reverbera em toda a sociedade. As consequências desse sistema punitivo, muitas vezes ineficaz, têm impacto psicológico, social e educacional profundo, não apenas no presente dos adolescentes, mas também no seu futuro.

#### Impacto Psicossocial
O encarceramento infantil pode resultar em danos psicológicos significativos para as crianças e adolescentes. A privação de liberdade, muitas vezes em condições inadequadas, cria um ambiente de violência, trauma e medo, que pode afetar o desenvolvimento emocional e psicológico desses jovens. Estudos indicam que o encarceramento precoce pode resultar em problemas como depressão, ansiedade, transtornos de estresse pós-traumático e uma sensação de desesperança em relação ao futuro.
Além disso, a separação da família e da comunidade gera um sentimento de abandono e exclusão, dificultando a reintegração desses jovens à sociedade após a sua libertação. Essa ruptura pode ainda aumentar a vulnerabilidade desses adolescentes a uma vida de criminalidade, criando um círculo vicioso que é difícil de romper.

#### Violação de Direitos Humanos
A privação de liberdade de crianças e adolescentes em unidades socioeducativas muitas vezes acontece em condições que violam direitos humanos básicos. As unidades de internação no Brasil frequentemente enfrentam problemas como superlotação, infraestrutura precária, falta de recursos e instalações insalubres. Em muitos casos, a falta de programas educacionais adequados e de atividades que promovam o desenvolvimento pessoal impede que os jovens encarcerados possam se reabilitar efetivamente.
Além disso, muitos desses jovens são expostos a práticas de violência, seja por parte de outros internos ou até mesmo de agentes do sistema socioeducativo. Isso agrava ainda mais as suas condições de vida e cria um ambiente nocivo ao desenvolvimento de sua personalidade, perpetuando a marginalização e a exclusão social.
Uma das violações mais graves dos direitos humanos enfrentadas pelos adolescentes encarcerados no Brasil é o possível abuso sexual. Dentro de unidades socioeducativas e centros de detenção, os jovens podem se tornar vítimas de violência sexual, um risco exacerbado pela superlotação, pela falta de monitoramento e pela fragilidade das estruturas de proteção dentro dessas instituições.
Pesquisas e denúncias têm mostrado que adolescentes, especialmente aqueles mais vulneráveis ou novatos, frequentemente sofrem violência sexual, o que agrava ainda mais seu sofrimento psicológico e físico. Esse abuso sexual pode resultar em consequências traumáticas duradouras, como transtornos de estresse pós-traumático, depressão, ansiedade e até problemas de saúde física graves. 
No caso de meninas, as consequências podem ser ainda mais devastadoras. A gravidez indesejada decorrente de abuso sexual e uma maternidade sem o apoio necessário, agravam a condição de vulnerabilidade e dificultam ainda mais a reintegração social. Em algumas situações, o aborto, quando realizado de forma clandestina e sem acompanhamento médico adequado, pode resultar em sérios riscos para a saúde das adolescentes. A realidade do abuso sexual nas unidades de internação é muitas vezes invisível, com muitas vítimas temendo denunciar os abusos devido ao medo de represálias, da falta de confiança no sistema e da pressão das redes de tráfico e violência dentro dos próprios centros.
Outro aspecto grave do encarceramento infantil e juvenil no Brasil é a situação das detentas que dão à luz enquanto cumprem pena. As mães encarceradas, muitas vezes, enfrentam condições precárias tanto durante a gestação quanto após o parto, com impacto direto sobre a saúde das crianças. As unidades prisionais, em sua maioria, não oferecem as condições mínimas para um ambiente seguro para mães e bebês. A falta de acesso a cuidados médicos adequados, nutrição e assistência psicológica agrava ainda mais a situação, expondo os infantes às mesmas condições adversas enfrentadas pelas parturientes.
Os filhos dessas mulheres, quando nascem dentro do sistema prisional, acabam sendo expostos a um ambiente de violência, superlotação, falta de higiene e pouca interação com o mundo exterior. Embora a legislação brasileira determine que as mães presas possam manter seus filhos com elas até os 6 meses de idade, muitas vezes as condições nas prisões não são adequadas para garantir um desenvolvimento saudável da criança. Além disso, a separação precoce da mãe, quando o bebê é transferido para adoção ou para a guarda de familiares, gera traumas tanto para a mãe quanto para a criança.

#### Repercussões para a Sociedade
As consequências do encarceramento infantil não se limitam ao indivíduo, mas impactam toda a sociedade. O sistema atual de encarceramento infantil falha em fornecer uma verdadeira oportunidade de reabilitação e reintegração, o que leva à reincidência criminal. Muitos dos jovens que passam pelo sistema de internação acabam se envolvendo novamente em atividades ilícitas, o que contribui para a perpetuação dos ciclos de violência e criminalidade nas comunidades.
Além disso, o encarceramento infantil tem um alto custo para o Estado, tanto em termos financeiros quanto em termos de perda de potencial humano. A falta de políticas públicas voltadas para a prevenção do crime e para a inclusão social de jovens em situação de vulnerabilidade cria uma situação em que a reintegração social desses adolescentes se torna uma tarefa difícil e, em muitos casos, impossível.

## Alternativas ao encarceramento
Diante das falhas do sistema de encarceramento infantil e das suas consequências para os jovens e para a sociedade, é fundamental refletir sobre alternativas mais eficazes e humanitárias para lidar com crianças e adolescentes em conflito com a lei. Diversas alternativas ao encarceramento têm sido discutidas e implementadas, tanto no Brasil quanto em outros países, com o objetivo de promover a ressocialização e reintegração desses jovens à sociedade.

#### Medidas Socioeducativas
A legislação brasileira, por meio do Estatuto da Criança e do Adolescente (ECA), já prevê alternativas ao encarceramento, como as medidas socioeducativas. O ECA estabelece que, para adolescentes infratores, a internação deve ser uma medida excepcional, sendo prioritárias alternativas como a liberdade assistida, a semiliberdade e a prestação de serviços à comunidade. Essas medidas têm como objetivo promover a responsabilização do jovem pelo ato cometido, mas sempre com foco na sua reabilitação e reintegração social. No entanto, para que as medidas socioeducativas sejam realmente eficazes, é necessário que existam estruturas adequadas, como acompanhamento psicológico, educacional e profissional, além de programas que ajudem o jovem a desenvolver habilidades e competências para uma vida saudável e produtiva. A realidade é que, em muitos casos, essas alternativas não são bem implementadas devido à falta de recursos e estrutura do sistema.

#### Justiça Restaurativa
A justiça restaurativa é uma abordagem que vem ganhando força no Brasil e no mundo como alternativa ao sistema punitivo tradicional. Ao invés de se focar na punição, a justiça restaurativa busca promover o diálogo entre o infrator, a vítima e a comunidade, com o objetivo de reparar os danos causados e restaurar as relações. Para os jovens, isso pode significar um processo de responsabilização mais construtivo, que os ajude a refletir sobre as consequências de suas ações e a se reconectar com a comunidade.
Programas de justiça restaurativa já estão sendo testados em algumas regiões do Brasil, e têm mostrado resultados positivos, especialmente em termos de redução da reincidência criminal e de reintegração dos jovens infratores. Esses programas incentivam a reflexão, o perdão e a reconciliação, e podem ser uma solução mais eficaz do que o encarceramento em muitas situações.

#### Prevenção e Inclusão Social
Uma das alternativas mais eficazes ao encarceramento infantil é a implementação de políticas públicas de prevenção, voltadas para a inclusão social dos jovens em situação de vulnerabilidade. Isso inclui a oferta de educação de qualidade, a criação de oportunidades de trabalho, o fortalecimento das redes de proteção social e o apoio às famílias em risco.
Investir na prevenção significa oferecer aos jovens alternativas de vida fora do crime, por meio do acesso à educação, cultura, esporte e lazer. Programas de mentoria e apoio psicossocial também são fundamentais para ajudar os jovens a superar as dificuldades e traumas que muitas vezes os levam ao envolvimento com atividades ilícitas. Além disso, a promoção de uma maior equidade social e o enfrentamento das desigualdades econômicas são essenciais para que os jovens de áreas marginalizadas possam ter acesso às mesmas oportunidades que os de classes mais favorecidas.

#### Conselho Tutelar
O Conselho Tutelar tem a função de zelar para que as crianças e adolescentes não sejam vítimas de negligência, abuso, exploração ou qualquer outra forma de violação de seus direitos e desempenha um papel fundamental na prevenção da privação de liberdade de jovens, atuando em situações em que a internação pode ser evitada. Ao receber denúncias de maus-tratos, abuso sexual ou outras violações dentro do sistema socioeducativo, o Conselho Tutelar tem a responsabilidade de intervir para garantir a proteção dos direitos dos adolescentes, assim como monitorar as condições de internação.
O Conselho Tutelar também pode atuar em articulação com outras entidades, como as promotorias de justiça e as defensorias públicas, para garantir que os jovens em conflito com a lei nos Juizados da Infância e Juventude recebam medidas socioeducativas mais eficazes e menos punitivas. Seu papel é essencial na implementação de políticas públicas que priorizem a ressocialização, buscando alternativas ao encarceramento e evitando que os adolescentes passem a maior parte de suas vidas no sistema penal.
Além disso, o Conselho Tutelar deve ser um agente ativo no acompanhamento das condições das unidades de internação, denunciando casos de abuso, negligência ou violação dos direitos humanos dentro dessas instituições. A presença ativa do Conselho Tutelar, com sua função de fiscalização, pode ajudar a transformar o sistema socioeducativo, garantindo que ele seja mais humano e eficaz na reintegração dos adolescentes à sociedade.

#### Exemplos de Sucesso
Alguns exemplos de boas práticas, tanto no Brasil quanto internacionalmente, podem servir como referência para a implementação de alternativas ao encarceramento. No Brasil, programas como o Adolescentes em Conflito com a Lei, desenvolvido em algumas unidades da Federação, buscam promover a ressocialização por meio de atividades educativas e culturais. Esses programas têm mostrado que a educação e o apoio psicossocial têm um impacto significativo na reintegração dos jovens.
Internacionalmente, países como Noruega e Canadá são frequentemente citados como exemplos de sucesso na abordagem do sistema de justiça juvenil. A Noruega, por exemplo, adota um modelo de ressocialização que prioriza a educação, o trabalho e o desenvolvimento pessoal dos jovens, resultando em uma das menores taxas de reincidência criminal do mundo. Esses modelos demonstram que, quando o foco está na reabilitação e na reintegração, os resultados podem ser bem mais positivos do que a simples punição.